# Bara (keresztnév)
A Bara női név a Baranka és a Barbara becenevéből önállósodott.

## Rokon nevek
Baranka, Barbara, Agnabella, Ági, Agnéta, Ágnes, Aglent, Inez, Babiána, Babita, Barbarella, Biri, Bora, Borcsa, Bori, Boris, Boriska, Borka, Borbála, Boróka, Varínia

## Gyakorisága
Az újszülötteknek az 1990-es években nem lehetett anyakönyvezni. A 2000-es és a 2010-es években sem szerepelt a 100 leggyakrabban adott női név között.
A teljes népességre vonatkozóan a Bara sem a 2000-es, sem a 2010-es években nem szerepelt a 100 leggyakrabban viselt női név között.

## Névnapok
december 4., január 21.[forrás?]